# Anqing
Anqing is een stad in de gelijknamige prefectuur in de oostelijke provincie Anhui, Volksrepubliek China. Bij de volkstelling van 2020 had de stad 728.501 inwoners, de prefectuur had 4.165.284 inwoners.
Anqing grenst in het noorden aan Lu'an, in het noordoosten Chaohu, in het oosten aan Tongling, in het zuidoosten aan Chizhou, in het zuiden aan de provincie Jiangxi en in het westen aan de provincie Hubei. Door Anqing loopt de nationale weg G318.